# Fürdő utca (Kolozsvár)
A Fürdő utca (románul Strada Cardinal Iuliu Hossu) Kolozsvár belvárosában található a Sétatér és a Malomárok között.

## Neve
A nevét az utcában található fürdőkről (Diána, Flóra, Neptun, Széchenyi fürdő) kapta. 1899-ig csak a Sétatér (Bartha Miklós, Emil Isac) és a Linczeg (Vasile Alecsandri) utcák közötti részt nevezték Fürdő utcának, a további résznek Libuczgáti utca volt a neve. A román közigazgatás beköszöntével Str. Băii lett a neve, ami szintén "fürdő" jelentésű, majd a második bécsi döntéstől a második világháború végéig visszakapta a Fürdő utca nevet. 1948-ban Ivan Petrovics Pavlovról nevezték el, 1999-ben pedig Iuliu Hossu görögkatolikus püspökről.

## Története
A középkori városfalakon kívül fekvő utcában, a jelenlegi Eminescu (Fadrusz János, Gyár utca) sarkán állt a libucgáti malom, amelyet a 19. század végére lebontottak. 1843-ban az utca elején, egy elhanyagolt területen épült fel a Diána fürdő. A 19. században több más fürdő is az utához kapcsolódott: a Linczeg (Vasile Alecsandri) utca sarkán állt a Neptun fürdő, a Flóra és a Széchenyi fürdő pedig a Monostori úton épült ugyan, de a Malomárokig terjedt. A Diana fürdőt, amely kezdetben csak nyári fürdésre volt alkalmas, 1852-ben állandó gőz- és kádfürdővé alakították át. 1869-ben leégett, 1875-ben újra megnyílt, az 1894-es átépítéskor uszodát is létesítettek. Az 1890-es években a külső medencét télen korcsolyapályaként használták. 1930-ban szűnt meg, helyére részben kis park létesült, illetve a terület egy részén az 1950-es években a Kakaó-palotának nevezett bérház épült.
A Diána fürdővel szemben, a  Sétatér (Bartha Miklós, 1 Mai, Emil Isac) utca sarkán állt Veress Ferenc fényképész kertje, a Malomárok felé épített műtermével, amelynek bejárata a Sétatér utcára nyílt. Ennek a kertnek a felparcellázása után épültek fel Fürdő utca páratlan oldalának házai.
A Sétatér  melletti Arany János utcában 1900-ban épült fel az Állami Felsőbb Leányiskola új épülete, amelynek egy mellékbejárata a Fürdő utcáról nyílik.
A Malomárok melletti villák a 20. század elején épültek; korábban a Monostori úti házak kertjei a Malomárokig nyúltak. Az 1920-as évektől az államosításig a villasoron működött dr. Mátyás Mátyás sebész magánkórháza, a Park szanatórium, amely az államosítást követően gyermekkórház lett. A 27-es szám alatt helyezkedett el a református egyház Móricz Zsigmond Kollégiuma. A Ceaușescu-korszakban a 25. és 29. szám alatti villák a kommunista párt vendégházaként működtek, így a pártfőtitkár és kísérete a városban tett látogatásai során itt szállt meg. Ugyanebben az időszakban a 21. szám alatti villa, amelyet 1933-ban Ioan Lupaș történész építtetett, a kommunista párt megyei első titkárának székhelyeként szolgált, majd a rendszerváltás után az RMDSZ megyei szervezetének a székhelye lett. 2007-ben Ana Lupaș képzőművész, a történészprofesszor unokája visszakapta az épületet.
Az 1990-es években az új megyei könyvtár építésének egyik javasolt helyszíne a Fürdő utca / Sétatér sarok volt, de végül az épület a Mărăşti téren kapott helyet.
Az utca elején levő kis parkban 2006-ban állították fel az Antikommunista ellenállás emlékművét, Virgil Salvanu alkotását.

## Műemlék

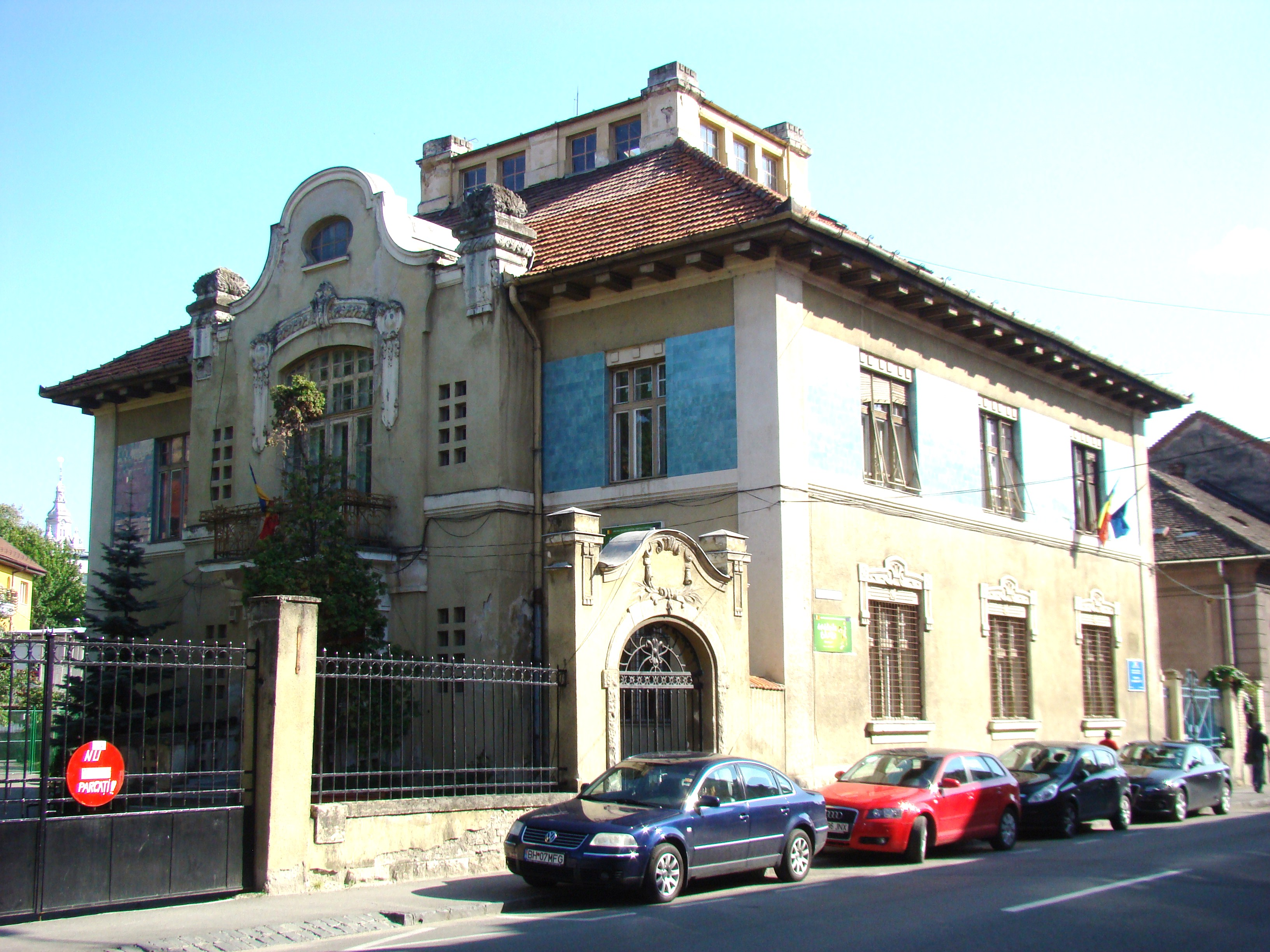
Fürdő utca 1.

Az utca egyedüli műemlék épülete az 1. szám alatt található szecessziós stílusú, 1902-ben épült lakóház, amely az országos műemlékjegyzékben a  CJ-II-m-B-20937 azonosítóval szerepel.

## Közlekedés
A Sétatér és a Kolozsvár Aréna közelsége miatt az utcában évente több alkalommal kerül sor a forgalom korlátozására, így például az Untold Festival vagy a nemzetközi maraton alkalmával.

## Neves lakói

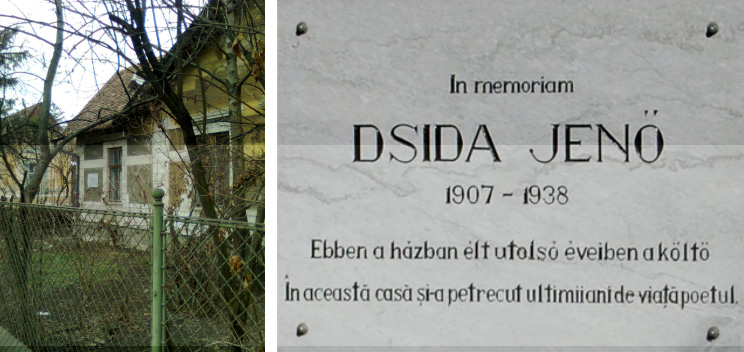
Dsida Jenő emléktáblája

- ? (akkoriban 6. szám): Kuncz Aladár és Hunyady Sándor írók[16]
- 10. szám: Váczy Margit (1911–1994)  festőművész, restaurátor[17]
- 18. szám: Bretter György (1932–1977) filozófus
- 18. szám: Korodi Gál János (1929–1986) ornitológus
- 18. szám: Nagy Ferenc (1915–1976) biológus
- 18. szám: Szabó Géza (1909–1996) zongoraművész
- 18. szám: Szabó György (1920–2011) klasszika-filológus[18]
- 18. szám: Uray Zoltán (1931) biológus, radiológus, vívó[19]
- 21. szám: Ioan Lupaș (1880–1967) történész[20]
- 28. szám: Cseke Vilmos (1915–1983) matematikus[21]
- 28. szám (akkoriban 14. szám): Dsida Jenő költő[16]
- 28. szám: Thury Zsuzsa író[22]
- 55. szám (Park szanatórium): Dr. Mátyás Mátyás sebész[23][24]
- 61. szám: Imreh István történész[25]